# Praia da Ferrugem
A Praia da Ferrugem é uma das nove praias do município catarinense de Garopaba.
Está localizada a sete quilômetros ao sul do centro de Garopaba, e é separada da Praia da Barra por uma pequena lagoa e um sambaqui, antigo cemitério dos índios Carijós. É muito visitada por turistas, principalmente brasileiros, argentinos e uruguaios na alta temporada que vai de dezembro a fevereiro.

## Nome
A Praia da Ferrugem tem esse nome por causa das águas de cor ocre. Essas águas descem das encostas dos morros até a Lagoa Encantada e desembocam no canal da Barra. Águas com cor de ferrugem deram o nome à praia.

## Características
Tem excelentes condições para a prática de surfe, é um dos pontos mais procurados da região.
Tem praias limpas de areia fofa e mar azul. É muito frequentada por jovens turistas vindos do Rio Grande do Sul, Paraná, São Paulo além dos tradicionais turistas argentinos e uruguaios.